# Owadaglaea
Owadaglaea là một chi bướm đêm thuộc họ Noctuidae.

## Loài
- Owadaglaea chloromixta Hacker & Ronkay, 1996